# Przerwa (dopływ Lubaczówki)
Przerwa – struga, prawostronny dopływ Lubaczówki w dorzeczu Sanu o długości 21,55 km. Płynie w województwie podkarpackim, w powiecie lubaczowskim.